# 吉田冬方
吉田 冬方（よしだ ふゆかた）は、鎌倉時代後期の公卿。藤原北家勧修寺流吉田家、権大納言・吉田経長の三男。官位は従二位・権中納言。

## 経歴
元亨3年（1323年）1月13日に参議に任ぜられるが、元徳元年（1329年）9月10日に出家し端昭と号した。その後の活動については解っておらず、没年も未詳である。
吉田家（のちの甘露寺家）と北条貞顕は、貞顕が鎌倉幕府15代執権となる前、六波羅探題として在京中に互いに繋がりがあり、その中でも冬方とは深く交流したとされている。この縁により、貞顕と吉田家出身とされる薬師寺殿との間に生まれた北条貞冬に「冬」の偏諱を与えたとされている。